# Staatspräsident (Portugal)
Der Staatspräsident (port.: Presidente da República Portuguesa [pɾɨzi'dẽtɨ dɐ ʁɛ'publikɐ purtu'ɡezɐ]) ist seit der Einführung der Republik in Portugal 1910 das Staatsoberhaupt des Landes. Jeder Präsident des Landes ist ex officio zudem Comandante Supremo das Forças Armadas („Oberster Kommandant der bewaffneten Streitkräfte“). Der Staatspräsident residiert im Palácio Nacional de Belém.

## Wahl
Mit der Einführung der letzten Verfassung von 1976 nach der Nelkenrevolution wird der Präsident in einer direkten Wahl vom portugiesischen Volk für fünf Jahre gewählt. Dabei kann jeder volljähriger Bürger, der mindestens 7500 und maximal 15000 Unterstützungsunterschriften vorweist, als Kandidat aufgestellt werden. Die Wahl erfolgt dabei, ähnlich wie in Frankreich, in einem Zwei-Runden-System: Wenn keiner der Kandidaten in der ersten Runde die erforderliche absolute Mehrheit erhält, müssen die beiden Kandidaten mit den meisten Stimmen in eine zwei Wochen darauf erfolgende Stichwahl. Dennoch war es bisher nur in der Präsidentwahl 1986 nötig eine Stichwahl abzuhalten. Er kann maximal zwei Wahlperioden hintereinander als Staatsoberhaupt fungieren. Bisher haben alle Präsidenten jeweils zwei Perioden lang das Amt ausgeführt, was unter anderem auch daran liegt, dass der Präsident meist beliebtester Politiker Portugals ist.

## Aufgabe und Funktionen
Der Präsident nimmt vor allem repräsentative Aufgaben wahr. Jedoch ist er ebenso dazu befähigt das Parlament aufzulösen, wenn er dies für notwendig erachtet. Ebenso nominiert er, mit Hinblick auf die Wahlergebnisse, den Premierminister, der wiederum seine Minister dem Präsidenten vorschlägt. Des Weiteren ernennt der Präsident die Generaloffiziere der portugiesischen Armee, Botschafter und Generalstaatsanwälte und Vorsitzende der Gerichtshöfe, er kann den Notstand ausrufen und, wenn die Regierung dies vorschlägt, einem anderen Land den Krieg erklären beziehungsweise Frieden schließen. Außerdem unterzeichnet der Staatspräsident alle von der Assembleia da República beschlossenen Dekrete und Gesetze und vertritt die portugiesische Republik in Fragen internationaler Verträge. Zudem kann der Präsident über Amnestien und Gnadengesuche entscheiden.
Falls der Präsident vorzeitig stirbt oder anderweitig nicht fähig ist, das Amt auszuüben, übernimmt der Parlamentspräsident die Aufgaben des Präsidenten mit eingeschränkten Rechten. Der Parlamentspräsident übernimmt die Aufgaben bis zu einer neuen Präsidentenwahl.

## Amtsinsignien

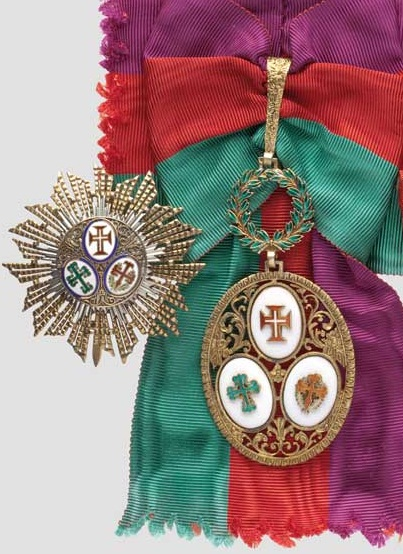

Der Staatspräsident trägt seit 1918 als Amtsinsigne das „Band der Drei Orden“ (portugiesisch Banda das Três Ordens), eine violett-rot-grüne Schärpe, an dem ein Medaillon mit den Ordenszeichen des Christus-, Jakobs- und Avisordens hängt. Dazu gehört ein Bruststern mit den Ordenszeichen. Das Insigne wurde 1789 von Maria I. nach der Säkularisation dieser damaligen Ritterorden eingeführt und bis 1910 von den Königen von Portugal getragen. Bis 1962 wurde das Band der Drei Orden auch an ausländische Staatsoberhäupter verliehen, zuletzt an den spanischen Diktator Francisco Franco. Diese Funktion übernimmt seitdem die Große Collane des Turm- und Schwertordens.